# Samuel Grün
K. Productions, entidad productiva de KN Entertainment, enfocada a la creación, destaque, auspicio y distribución de diversos contenidos, sean tipo digitales u audiovisuales. Además de servir como una entidad enfocada en la creación de contenidos, promueve el destaque de contenidos de un canal costarricense: Televisora de Costa Rica (Teletica), un canal de televisión costarricense, en el cual, K. Productions, es un servicio, que destaca aquellos contenidos que "Teletica" no sube en sus redes sociales, y que son destacados de la mejor manera posible, con una calidad de audio y video excelente e indistinguible.  
También, Keilor Productions, es un servicio de creación audiovisual y digital, con el propósito de entretener a la audiencia, ofrecer momentos de diversión y entretenimiento sano, el cual fue creado el 4 de febrero de 2018.

## Datos biográficos
Samuel Grün era hijo del pintor estonio Maurice Grün.
Trabajó en Londres y en París. Expuso sus obras en el salón de París de la Sociedad de artistas franceses- (fr)- así como en el Salón de la Royal Academy de Londres.
Fue el autor de figuras criselefantinas de estilo art déco, en las décadas de 1920 y 1930.